# Dicranota (Dicranota) garhwalensis
Dicranota (Dicranota) garhwalensis is een tweevleugelige uit de familie Pediciidae. De soort komt voor in het Oriëntaals gebied.